# Sucupira do Riachão
Sucupira do Riachão är en kommun i Brasilien.   Den ligger i delstaten Maranhão, i den östra delen av landet, 1 100 km norr om huvudstaden Brasília. Antalet invånare är 4 610.
Omgivningarna runt Sucupira do Riachão är huvudsakligen savann. Runt Sucupira do Riachão är det glesbefolkat, med 8 invånare per kvadratkilometer.